# Juin 1846

## Événements
- Alexis de Tocqueville et Lamartine se prononcent pour l'établissement d'un gouvernement civil en Algérie.

- 1er juin :
  - Mort du pape Grégoire XVI.
  - France :
    - début du procès Pierre Lecomte devant la Chambre des pairs;
    - communication de Le Verrier sur la planète Uranus.

- 2 juin : réconciliation Lamartine-Hugo.

- 3 juin : visite en Touraine et en Anjou d'Honoré de Balzac qui envisage d'acheter le château de Moncontour.

- 5 juin, France : la Chambre des pairs condamne Lecomte à la peine de mort. Victor Hugo intervient en sa faveur. Il plaide l'irresponsabilité.

- 7 juin :
  - Les Britanniques défont les Bantous en Afrique du Sud.
  - France : ouverture de la ligne de Paris à Orsay, origine de la ligne de Sceaux, par la Compagnie de Paris à Orsay dirigée par Jean-Claude-Républicain Arnoux inventeur du système ferroviaire dit Arnoux.

- 8 juin, France : exécution de Lecomte.

- 12 juin : mort du géographe Eyriès, né en 1767, protecteur de Gobineau en 1835 et, sans doute, un des initiateurs de sa curiosité pour l'exotisme.

- 14 juin :
  - Les colons américains montent un coup d’État à Sonoma. La république de Californie est proclamée.
  - France : Alfred de Vigny est reçu par Louis-Philippe sans être présenté par Molé.

- 15 juin : le traité de l'Oregon établit la frontière entre le Canada et les États-Unis au 49e parallèle.

- 16 juin : le cardinal Mastai-Ferretti est élu pape sous le nom de Pie IX.

- 17 juin, France : création de L'Inventeur de la poudre d'Eugène Labiche au Théâtre du Palais-Royal à Paris.

- 20 juin, France : ouverture par la Compagnie des chemins de fer du Nord de la ligne Paris - Lille : le tracé, modifié depuis, passait par Épluches entre Saint-Denis et Creil.

- 21 juin, France : loi d'établissement du chemin de fer de Dijon sur Mulhouse avec embranchements.
  - Loi sur le développements du réseau de l'Ouest.

- 25 juin (Royaume-Uni) : abolition des lois protectionnistes sur le blé (Anti Corn Law League) par Robert Peel, grâce à la croisade menée par Richard Cobden. Le protectionnisme est aboli au Royaume-Uni et l'importation de blé devient libre.

- 27 juin, France : à la Chambre des pairs, premier discours de Victor Hugo Sur la consolidation et la défense du littoral.

- 29 juin : Disraeli provoque la chute du Premier ministre conservateur sir Robert Peel en s’opposant à sa politique de libre-échange. Début du ministère whig de lord John Russell, Premier ministre du Royaume-Uni (fin en 1852). Retour de Palmerston aux affaires étrangères (Foreign Office).

## Naissances
- 2 juin :
  - Hermine Hartleben (morte en 1919), égyptologue allemande.
  - August Font i Carreras, Architecte espagnol († 6 mars 1924).
- 16 juin : Henri Douvillé (mort en 1937), paléontologue français.
- 19 juin : Antonio Abetti (mort en 1928), astronome et physicien italien.
- 23 juin : Gaston Maspero (mort en 1916), égyptologue français.
- 24 juin :
  - Charles Maurice Cabart-Danneville, homme politique français
  - Gaston Maspero, égyptologue français († 1916).
- 27 juin : Hippolyte Boussac (mort en 1942), architecte et égyptologue français.

## Décès
- 1er juin : Grégoire XVI, 81 ans, pape, né Bartolomeo Alberto Cappellari (° 8 septembre 1765).
- 21 juin : James Marsh (né en 1794), chimiste britannique.